# Элазар, Давид

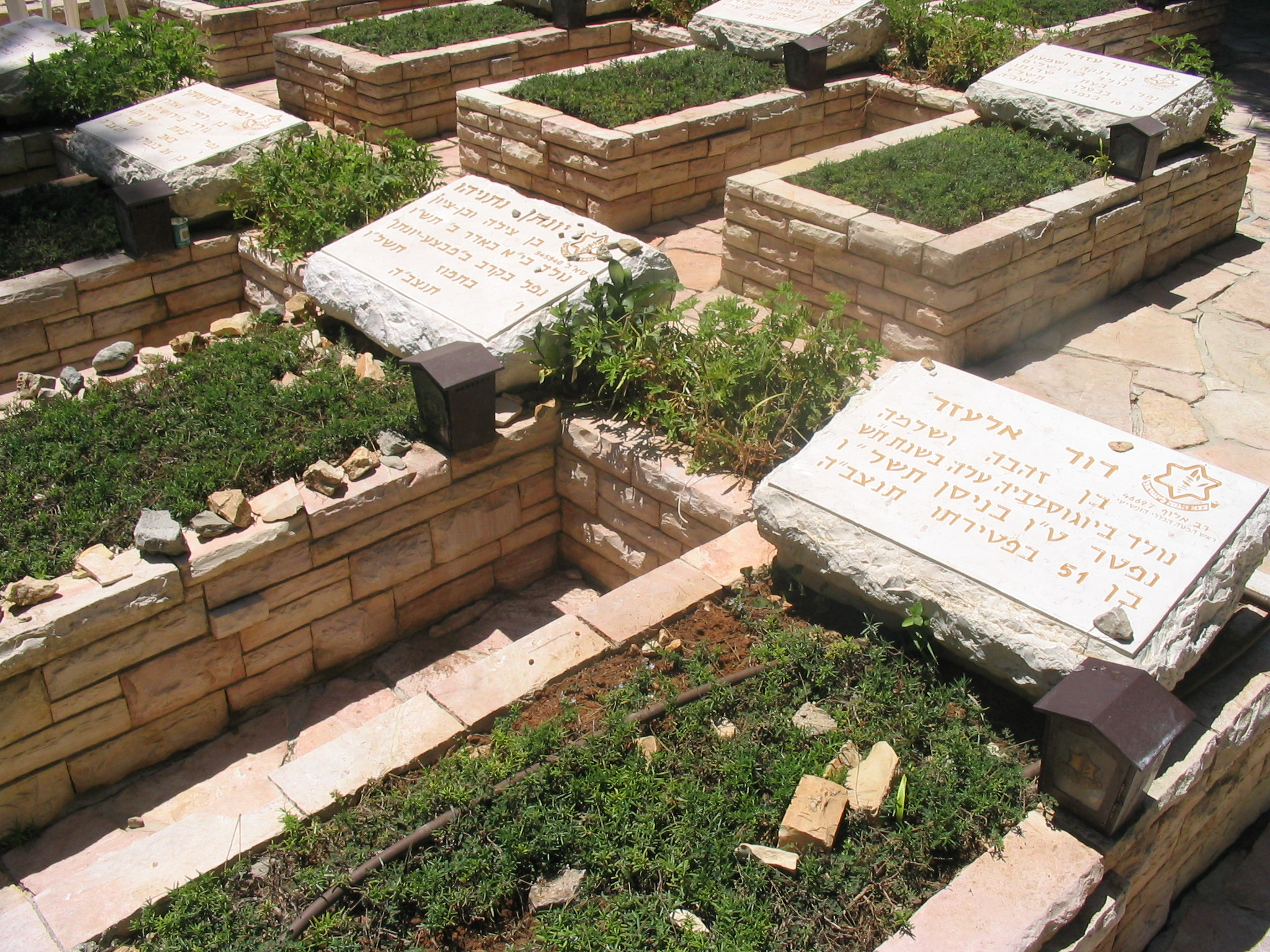
Могила Давид «Дадо» Элазар на Холме Герцля в Иерусалиме.

Давид «Дадо» Элазар (27 августа 1925, Сараево — 15 апреля 1976, Тель-Авив) — израильский полководец, начальник Генерального штаба Армии обороны Израиля с 1972 по 1974 год.

## Ранние годы
Родился в 1925 году в Сараево в семье сефардов. В 1940 году репатриируется в Эрец-Исраэль, где поселяется в кибуце Эйн-Шемер. Тогда же вступает в Пальмах. Принимал участие в знаковых битвах Войны за независимость, в частности — в битве при монастыре Сан-Симон в Иерусалиме. Его талант был замечен командованием, и вскоре он стал командиром знаменитого батальона Ха-Портцим.
После войны Элазар остался в армии, дослужившись к 1956 году до заместителя командующего корпуса, которым командовал генерал Хаим Бар-Лев. В составе корпуса принимал участие в Синайской компании. В 1957 году становится заместителем командующего бронетанковыми войсками Израильской Армии. В 1961 году сменяет на этом посту Хаима Бар-Лева.

## Шестидневная война
В 1964 году Давида Элазара назначают командующим Северным военным округом Израиля. На этой должности он встречает начало новой арабо-израильской войны — Шестидневной. Под его командованием войска израильской армии на севере в течение двух дней овладели Голанскими высотами и отбросили сирийские войска от границ Израиля.
Сразу же после войны он стал заместителем начальника генштаба Хаима Бар-Лева.

## Начальник Генерального Штаба
1 января 1972 года Давид Элазар был назначен на должность Начальника Генерального Штаба Армии обороны Израиля (ЦАХАЛа). Под его началом ЦАХАЛ начал проводить одну за другой антитеррористические операции в Газе, которыми на месте командовал генерал Ариэль Шарон. В ходе удачных рейдов в сектор Газа арабский террор спал.
6 октября 1973 года мир узнал о начале новой, четвёртой по счету, арабо-израильской войны — войны Судного дня. Израиль был застигнут врасплох. Концепция обороны была для израильских войск на синайском полуострове катастрофой. После войны Комиссия Аграната признает деятельность генерала Элазара на посту Начальника Генерального Штаба ошибочной, и это послужит причиной его отставки.
Основной причиной станут просчеты вокруг роли «Линии Бар-Лева» в обороне Израиля, а также личная ответственность Дадо за запоздалое развертывание сил армии на Синайском полуострове, в результате чего погибло или попало в плен подавляющее число солдат и офицеров, находившихся в бункерах на «Линии Бар-Лева».

## Конец жизни
Умер 15 апреля 1976 года в результате сердечного приступа.
Похоронен на Холме Герцля в Иерусалиме.

## Память
Его именем названы улицы и площади в городах Израиля, корабль, торговый центр в Нацрат Илите, а также пляж в Хайфе.
Яир Элазар, сын Дадо снял фильм-биографию про отца "Missing Father" (Скучаю по отцу) - 2009.